# 比艾
比艾（法語：Buais，法語發音：[bɥɛ]）是法国芒什省的一个旧市镇，属于阿夫朗什区。2016年1月1日，比艾和相邻的圣桑福里安德蒙合并为新市镇比艾莱蒙，比艾为新市镇行政中心。

## 地理
比艾（48°31'21"N, 0°58'9"W）面积17.92 平方千米，位于法国诺曼底大区芒什省，该省份为法国西北部沿海省份，西、北、东北三面环大西洋，东起顺时针与卡爾瓦多斯省、奧恩省、马耶讷省和伊勒-维莱讷省接壤。
与比艾接壤的市镇（或旧市镇、城区）包括：费里耶尔、圣桑福里安德蒙。
比艾的时区为UTC+01:00、UTC+02:00（夏令时）。

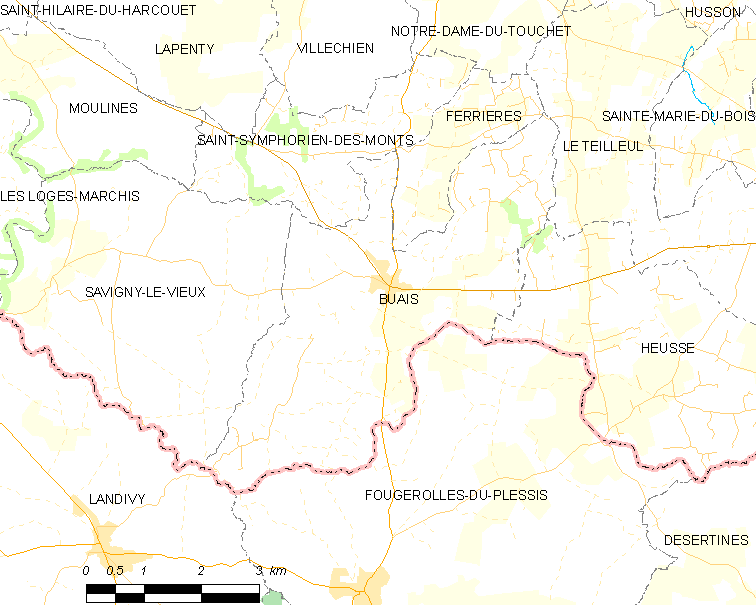
比艾的OSM定位图

## 行政
比艾的邮政编码为50640，INSEE市镇编码为50090。

## 政治
比艾所属的省级选区为圣伊莱尔迪阿库埃县。

## 人口

1962-2008年间比艾人口变化图示

比艾于2018年1月1日时的人口数量为492人。